# Sibutu
Sibutu ist eine Insel und eine Gemeinde der Philippinen im westlichen Teil der Provinz Tawi-Tawi. 

## Barangays
Sibutu ist politisch in 16 Barangays unterteilt.
- Ambutong Sapal
- Datu Amilhamja Jaafar
- Hadji Imam Bidin
- Hadji Mohtar Sulayman
- Hadji Taha
- Imam Hadji Mohammad
- Ligayen
- Nunukan (Santa Fe)
- Sheik Makdum
- Sibutu Proper (Poblacion)
- Talisay (Saint Annalyn)
- Tandu Banak
- Taungoh
- Tongehat
- Tongsibalo
- Ungus-Ungus